# Глюк, Луиза
Луиза Глюк (также Глик, англ. Louise Elisabeth Glück — /ɡlɪk/; 22 апреля 1943, Нью-Йорк — 13 октября 2023, Кембридж, Массачусетс) — американская поэтесса и эссеист. Лауреат Нобелевской премии по литературе (2020). Адъюнкт-профессор Йельского университета. Член Американского философского общества (2014). Удостоена Национальной гуманитарной медали США и других отличий.

## Биография
Родилась в Нью-Йорке в еврейской семье российского и венгерского происхождения. Отец — бизнесмен Даниэл Глик (1905—1985), который вместе с шурином основал компанию по производству запатентованного ими ножа X-Acto. Дед и бабушка Луизы Глюк эмигрировали в США из Эрмихайфальва (Трансильвания). Старшая сестра отца Эльзи, впоследствии экономист, родилась ещё в Трансильвании (1897), отец поэтессы родился уже в Нью-Йорке (1905); мать — домохозяйка Беатрис Глик (урождённая — Гросби, 1909—2011). Старшая сестра Сюзана (1941) умерла до рождения Луизы, младшая сестра — Тереза Глик (1945—2018), вице-президент «Ситибанка», литератор, мать актрисы Абигейл Сэвидж.
В подростковом возрасте страдала от тяжёлой формы нервной анорексии. В 1961 году окончила школу Джорджа В. Хьюлетта в Хьюлетте, но из-за состояния здоровья не смогла поступить в колледж и до 1968 года проходила психоаналитическое лечение, параллельно посещая поэтические семинары колледжа Сары Лоуренс и (в 1963—1965 годах) Колумбийского университета, где её преподавателями были Леони Адамс и Стэнли Кьюниц.
Так и не окончив колледжа, Глюк устроилась на работу секретаршей. В 1967 году она вышла замуж и в следующем году вышел её дебютный поэтический сборник «Firstborn» (Первенец). В 1971 году стала преподавателем поэзии в Годдард-колледже в Вермонте. К этому времени её брак распался, и она начала встречаться с коллегой по колледжу — Дж. Драноу; в 1973 году у них родился сын, в 1977 году они узаконили отношения, но и этот брак вскоре распался. В 1984 году стала старшим преподавателем кафедры английского языка Уильямс-колледжа в Массачусетсе. Впоследствии была приглашённым преподавателем Стэнфордского, Бостонского и Айовского университетов.

### Семья
- Первый муж (с 1967 года) — Чарльз Шефер Герц-младший, врач-гастроэнтеролог[18].
- Второй муж (с 1977 года) — Джон Теодор Драноу (1948—2019), писатель, преподаватель и предприниматель.
  - Сын — Ной (Ноа) Драноу (род. 1973), сомелье.
- Тётя по отцу — Эльзи Глюк (1897—1944), доктор философии в области экономических наук (1929). Её муж — Соломон Кузнец (1900—1945), экономист и статистик, старший брат экономиста Саймона Кузнеца.

### Сборники стихотворений
- 1968 — «Первенец» («Firstborn»)
- 1975 — «Дом на болоте» («The House on Marshland»)
- 1976 — «Сад» («The Garden»)
- 1980 — «Descending Figure»
- 1985 — «Торжество Ахилла» («The Triumph of Achilles»)
- 1990 — «Арарат» («Ararat»)
- 1992 — «Дикий ирис» («The Wild Iris»)
- 1993 — «Mock Orange»
- 1997 — «Луга» («Meadowlands»)
- 1999 — «Новая жизнь» («Vita Nova»)
- 2001 — «Семь возрастов жизни» («The Seven Ages»)
- 2004 — поэма «Октябрь» («October»)
- 2006 — «Аверн» («Averno»)
- 2009 — «Сельская жизнь» («A Village Life»)
- 2012 — «Стихи. 1962—2012» («Poems: 1962—2012»)
- 2014 — «Верная и добродетельная ночь» («Faithful and Virtuous Night»)
- 2021 — «Зимние рецепты от коллектива» («Winter Recipes from the Collective»)

### Сборники эссе
- 1994 — «Доказательства и теории» («Proofs and Theories: Essays on Poetry»)
- 2017 — «Американское своеобразие» («American Originality: Essays on Poetry»)

## Переводы на русский язык

### Книги
- Шесть поэтов / пер. И. Мизрахи. — СПб.: Абель, 1999. — 103 с. — ISBN 5-93270-003-3.
- Глюк Л. Стихи / Poems [двуязычное издание] / пер. В. Черешня, И. Мизрахи, Г. Стариковский, В. Гандельсман, М. Дубровская, Л. Панн, Х. Ольшванг. — Bronx: Ars-Interpres, 2002. — 98 с. — ISBN 0-9718419-1-8.
- Глюк Л. Дикий ирис / пер. Б. В. Кокотов. — М.: Водолей, 2012. — 119 с. — 300 экз. — ISBN 978-5-91763-108-0.

### Периодика
- Глик Л. Стихи // Иностранная литература  / пер. И. Мизрахи. — 2004. — № 4.
- Глик Л. Стихотворения // Зинзивер. — 2011. — № 5.
- Глик Л. Три стихотворения из книги «Аверн» // Солонеба  / пер. Д. Кузьмина. — 2021. Архивировано 2 декабря 2021 года.
- Глик Л. Притча о заложниках // Флаги  / пер. Д. Кузьмина. — № 12. Архивировано 2 декабря 2021 года.
- Глик Л. Моя жизнь перед рассветом: Из ранних книг // TextOnly  / пер. Д. Кузьмина. — № 52. — ISSN 1818-7447. Архивировано 31 декабря 2021 года.

## Признание
- 1968 — премия Американской академии поэтов за сборник стихотворений «Первенец».
- 1970 — стипендия Национального фонда искусств.
- 1975 — стипендия Гуггенхайма.
- 1979—1980 — стипендия Национального фонда искусств.
- 1981 — премия Американской академии искусств и литературы в области литературы.
- 1985 — Национальная книжная премия общества критиков за сборник стихотворений «Торжество Ахилла».
- 1985 — премия Мелвилла Кейна за сборник стихотворений «Торжество Ахилла».
- 1987 — стипендия Гуггенхайма.
- 1988—1989 — стипендия Национального фонда искусств.
- 1992 — Национальная премия Ребекки Джонсон Боббитт в области поэзии за сборник стихотворений «Арарат».
- 1992 — Пулитцеровская премия за сборник стихотворений «Дикий ирис».
- 1992 — премия Уильяма Карлоса Уильямса за сборник стихотворений «Дикий ирис».
- 1993 — почётный доктор Уильямс-колледжа.
- 1993 — избранный член Американской академии искусств и наук.
- 1994—1998 — поэт штата Вермонт.
- 1995 — премия Марты Альбранд за лучшую документальную прозу за сборник эссе «Доказательства и теории».
- 1996 — почётный доктор Миддлбери-колледжа.
- 1993 — избранный член Американской академии искусств и литературы.
- 1999 — специальный консультант к двухсотлетию Библиотеки Конгресса.
- 1999—2005 — канцлер Академии американских поэтов.
- 1999 — литературная премия Ланнана.
- 1999 — поэтическая премия газеты «The New Yorker» за сборник стихотворений «Vita Nova».
- 2003—2010 — судья серии «Молодые поэты» Йельского университета.
- 2007 — Книжная премия посла англоязычного союза за сборник стихотворений «Vita Nova».
- 2001 — медаль 50-летия Школы гуманитарных, художественных и социальных наук Массачусетского технологического института.
- 2001 — Боллингенская премия.
- 2003—2004 — поэт-лауреат США.
- 2007 — премия ПЕН-клуба Новой Англии за сборник стихотворений «Аверно».
- 2007 — Книжная премия посла англоязычного союза за сборник стихотворений «Аверно».
- 2008 — премия Уоллеса Стивенса Академии американских поэтов.
- 2010 — премия Эйкена Тейлора за современную американскую поэзию (2010)
- 2010 — короткий список международной поэтической премии Гриффина за сборник стихотворений «Сельская жизнь».
- 2012 — избранный член Американской академии достижений.
- 2012 — книжная премия газеты «Los Angeles Times» за сборник стихотворений «Стихи. 1962—2012».
- 2014 — избранный член Американского философского общества[19].
- 2014 — Национальная книжная премия за лучшее поэтическое произведение за сборник стихотворений «Faithful and Virtuous Night».
- 2015 — золотая медаль Американской академии искусств и литературы в области поэзии.
- 2015 — Национальная гуманитарная медаль США.
- 2020 — премия Транстрёмера.
- 2020 — Нобелевская премия по литературе[20].

## Комментарии
1. ↑  Доктор филологических наук, профессор А. В. Марков: «Луиза Глик, или как, вероятно, её будут называть у нас, следуя привычкам транскрипции, Глюк — университетская поэтесса, преподававшая в Стэнфорде и Бостоне, почти породнившаяся с Йелем»[2].
2. ↑  РБК: «8 октября лауреатом премии по литературе была названа американская поэтесса Луиза Глик, которую в России чаще называют Глюк»[3].
3. ↑  Переводчик и литературный критик Л. В. Оборин: «Отдельно отметим полемику „Глюк или Глик“»[4].